# Tethina incisuralis
Tethina incisuralis is een vliegensoort uit de familie van de Canacidae. De wetenschappelijke naam van de soort is voor het eerst geldig gepubliceerd in 1851 door Macquart.